# Riama vieta
Espèce
Synonymes
- Proctoporus vietus Kizirian, 1996

Statut de conservation UICN

 DD  : Données insuffisantes
Riama vieta est une espèce de sauriens de la famille des Gymnophthalmidae.

## Répartition
Cette espèce est endémique de la province de Cotopaxi en Équateur.

## Publication originale
- Kizirian, 1996 : A review of Ecuadorian Proctoporus (Squamata: Gymnophthalmidae) with descriptions of nine new species. Herpetological Monographs, vol. 10, p. 85-155.